# القصر الصغير
يقع القصر الصغير بساحل البحر الأبيض المتوسط، على بعد 35 كلم من الطريق الرابطة بين طنجة وتطوان.
عرفت المناطق المجاورة للموقع استقرارا قديما يعود إلى الفترة الرومانية، إلا أن أهميته لم تظهر إلا خلال العهود الإسلامية، إذ يزخر الموقع ببقايا أثرية تتمثل في مسجد، وحمام، ومركز تجاري تعود إلى فترات تاريخية تمتد من القرن 12 الميلادي إلى غاية القرن 14 الميلادي، وهي تشهد على عظمة الدولة المرينية، وعلى دور القصر الصغير كقاعدة لجواز الجيوش في اتجاه الضفة الشمالية للمضيق ومركزا هاما للتبادل التجاري بين ومملكة غرناطة.
وفي يوم 23 أكتوبر 1458م استولى الجيش البرتغالي بقيادة ألفونس الخامس على القصر الصغير وسمح للمسلمين بمغادرة المدينة بممتلكاتهم. بينما استقرت حامية عسكرية بالمدينة تحت قيادة القائم دون إدوارد ذوننسيس. وهي تعتبر بذلك المدينة الثانية التي وقعت تحت الاحتلال البرتغالي بعد سبتة سنة 1415م وبعد المحاولة الفاشلة لاحتلال طنجة سنة 1437م. ولقد ظلّ البرتغال بالقصر الصغير زهاء 90 سنة ولم يتم إخلاؤها إلا سنة 1550م.
يرجع الفضل في الكشف عن خبايا هذا الموقع الأثري إلى البعثة الأمريكية التي شرعت سنة 1972م في إجراء حفريات. وقد أسفرت هذه الأخيرة عن العثور على كنيسة مبنية على أنقاض مسجد ومنازل خاصة بنيت فوق أساسات إسلامية بالإضافة إلى مباني تجارية بأبواب متينة ونوافذ مزخرفة على الطراز المانويلي. وقد بينت هذه الحفريات كذلك عن اهتمام البرتغال بالساحات العمومية والشوارع المعبدة بالحجارة بالإضافة إلى مطاحن ومخازن وأفران ومعاصر. كما قاموا بسلسلة من التغييرات على شكل المدينة الإسلامية تمثلت في تدعيم الأسوار الدفاعية وفي إقامة الخنادق حول الحصن الذي بُني في الجهة الشمالية الشرقية للمدينة مدعما بأبراج للدفاع والمراقبة، بالإضافة إلى إنجاز ممر مغطى يعرف بالكوراسا يمتد من الموقع إلى الشاطئ وتحويل الحمام الإسلامي إلى خزان للأسلحة ثم بعد ذلك إلى سجن.